# Österreichische Handballmeisterschaft 1997/98
Die 37. Saison der Österreichischen Handballmeisterschaft begann im August 1997 und endete im Mai 1998. Der amtierende Meister der Saison 1996/97 HC Sparkasse-Stadtwerke Bruck, konnte seinen Titel verteidigen.

## Handball Liga Austria
In der höchsten Spielklasse, der HLA, waren zehn Teams vertreten. Die Meisterschaft wurde in mehrere Phasen gegliedert. In der Hauptrunde spielten alle Teams eine einfache Hin- und Rückrunde gegen jeden Gegner. Danach wurde die Liga in zwei Gruppen geteilt.
Die ersten sechs Teams spielten in einer weiteren Hin- und Rückrunde um den Meistertitel, während die letzten vier Teams um den Klassenerhalt kämpfen mussten.

### Grunddurchgang HLA
|     | Verein                            | R  | S  | U | N  | Tore    | Diff. | Punkte |
| --- | --------------------------------- | -- | -- | - | -- | ------- | ----- | ------ |
| 1.  | UHC Uniqa Stockerau               | 18 | 15 | 1 | 2  | 575:484 | 91    | 31     |
| 2.  | HC Sparkasse-Stadtwerke Bruck (M) | 18 | 14 | 1 | 3  | 508:443 | 65    | 29     |
| 3.  | HSG Remus Bärnbach/Köflach        | 18 | 10 | 2 | 6  | 505:461 | 44    | 22     |
| 4.  | HC erdgas Linz                    | 18 | 11 | 0 | 7  | 518:516 | 2     | 22     |
| 5.  | UHC Goldmann Druck Tulln          | 18 | 9  | 1 | 8  | 512:493 | 19    | 19     |
| 6.  | HCK Avanti                        | 18 | 8  | 2 | 8  | 518:534 | −16   | 18     |
| 7.  | Post Telekom Austria Bregenz      | 18 | 6  | 4 | 8  | 451:473 | −22   | 16     |
| 8.  | HC Ericsson Wien                  | 18 | 5  | 1 | 12 | 450:462 | −12   | 11     |
| 9.  | Union Hypo St. Pölten             | 18 | 5  | 0 | 13 | 489:555 | −66   | 10     |
| 10. | UHK West Wien                     | 18 | 1  | 0 | 17 | 430:535 | −105  | 2      |

| Legende | Legende                    |
| ------- | -------------------------- |
|         | Meister-Playoff            |
|         | Abstiegs-Playoff           |
| (M)     | Meister der letzten Saison |

### Meister-Playoff
|    | Verein                            | R  | S | U | N | Tore    | Diff. | Punkte |
| -- | --------------------------------- | -- | - | - | - | ------- | ----- | ------ |
| 1. | HC Sparkasse-Stadtwerke Bruck (M) | 10 | 7 | 2 | 1 | 250:223 | 27    | 20     |
| 2. | UHC Uniqa Stockerau               | 10 | 7 | 1 | 2 | 308:268 | 40    | 20     |
| 3. | UHC Goldmann Druck Tulln          | 10 | 6 | 2 | 2 | 278:269 | 9     | 15     |
| 4. | HSG Remus Bärnbach/Köflach        | 10 | 4 | 2 | 4 | 281:265 | 16    | 13     |
| 5. | HC erdgas Linz                    | 10 | 2 | 0 | 8 | 261:299 | −38   | 6      |
| 6. | HCK Avanti                        | 10 | 0 | 1 | 9 | 264:318 | −54   | 1      |

Um Platz 1 entschied das direkte Duell, welches die Obersteirer mit einem 26:22-Heimsieg trotz einer 22:25-Auswärtsniederlage in Stockerau für sich entscheiden konnte.

### Abstiegs-Playoff
|    | Verein                       | R | S | U | N | Tore    | Diff. | Punkte |
| -- | ---------------------------- | - | - | - | - | ------- | ----- | ------ |
| 1. | Post Telekom Austria Bregenz | 6 | 5 | 0 | 1 | 161:139 | 22    | 13     |
| 2. | Union Hypo St. Pölten        | 6 | 4 | 0 | 2 | 167:147 | 20    | 9      |
| 3. | HC Ericsson Wien             | 6 | 3 | 0 | 3 | 152:145 | 7     | 8      |
| 4. | UHK West Wien                | 6 | 0 | 0 | 6 | 144:193 | −49   | 0      |

### HLA-Endstand
|     | Verein                            |
| --- | --------------------------------- |
| 1.  | HC Sparkasse-Stadtwerke Bruck (M) |
| 2.  | UHC Uniqa Stockerau               |
| 3.  | UHC Goldmann Druck Tulln          |
| 4.  | HSG Remus Bärnbach/Köflach        |
| 5.  | HC erdgas Linz                    |
| 6.  | HCK Avanti                        |
| 7.  | Post Telekom Austria Bregenz      |
| 8.  | Union Hypo St. Pölten             |
| 9.  | HC Ericsson Wien                  |
| 10. | UHK West Wien                     |

| Legende | Legende                                    |
| ------- | ------------------------------------------ |
|         | EHF Champions League                       |
|         | Abstieg in die Handball-Bundesliga Austria |
| (M)     | Meister der letzten Saison                 |